# エスペラント版ウィキペディア
エスペラント版ウィキペディア（エスペラントばんウィキペディア、Vikipedio en Esperanto）はエスペラントにより記事が執筆され、ウィキメディア財団によって運営されるウィキペディアである。ドイツ在住のアメリカ人チャック・スミスにより2001年11月6日に創設され、2025年8月の時点で約373,500項目を有し、人工言語で執筆されるウィキペディアとしては最大の規模を誇る。
ウィキペディアのエスペラントでの名称はVikipedio（ヴィキペディーオ）である。これはエスペラントにおける外来語転写の慣例に従っている。

## 特色
- パンくずリスト (navigilo) が地理以外の記事でも普通に見られる。
- 家族名全文字大文字化 (Majuskligo de familiaj nomoj) と呼ばれる、家族名（姓や氏）を全て大文字で書く方法がごく初期のころから使用された。この方法は姓を後に書く必要がなくなるため、日本人の名前でも原語での順番と同じように書くことが出来るという利点があり、また姓によってソートする場合に便利である。しかし、フランス語やドイツ語などの人名にみられるde, vonなどを大文字にするかどうかで表記が揺れてしまうことや、他の言語などから記事を翻訳するには「家族名全文字大文字化」しなければならず、作業が煩雑になる問題があり、批判が多かった。2006年3月に表記法を決める投票が行われ、3月28日に「記事名では大文字化しないが、記事の最初では大文字化する。」ということで決着が着いた。また従来通りそれぞれの言語での慣例にあわせた順番で書くことになった。家族名全文字大文字化はエスペラントでは主流というわけではないが、TEJO（全世界エスペランティスト青年機構（英語版））などでは普通に使われている。
- エスペラント化されていない固有名詞の表記方式は原則として、多くのエスペラントの雑誌などで採用されている「民族語表記+発音括弧併記」方式 (Nacia Lingvo Prononco Parenteze, NLPP) である。
- 多くのエスペラント初心者が参加しており、エスペラント熟練者の助けを借り、学習しながら編集している。初心者にありがちな文法間違いなども多くみられる。初心者が熟練者の助けを借りつつ共同作業に携わりながら語学を学ぶことは、「ザメンホフ通り」の翻訳などでもみられるようにエスペラントでは珍しいことではない。

## メインページ
メインページ下部にはエスペラントが理解・認知出来ない人向けの多言語による説明"Pri ĉi tiu paĝo"（このページについて）があり、各言語の話者をそれぞれの言語のウィキペディアに誘導するようになっている。2024年5月現在35言語（中国語の簡体字と繁体字をそれぞれ1言語と数えた場合）で書かれている。

## 代用表記
エスペラント版ウィキペディアは記事に代用表記を使用していないが、編集ではX-方式の代用表記を使用している。編集ページでX-方式を使用して編集して保存すると、記事ページでは字上符付き文字が表示される仕組みになっている。閲覧、編集にはユニコード対応ブラウザを使うことが望ましい。

## 外部からの記事の提供
- Enciklopedio_Kalblanda
- Enciklopedio de Esperanto
- Enciklopedio Cigneta
- Monda Faktolibro

## 歴史
2001年
- 11月5日 : Stefano KalbがEnciklopedio_Kalblandaの139項目の記事をウィキペディアに提供する。12月6日にウィキペディアに投稿される。
- 11月6日 : Chuck Smithがエスペラント版ウィキペディアを立ち上げる。
- 11月15日 : 最初の記事Modernismo（モダニズム）が投稿される。

2002年
- 3月1日 : 世界エスペラント協会のレビューでウィキペディアが紹介される。
- 4月28日 : ラジオ・ポローニャがChuck Smithのインタビューを放送する。
- 12月8日 : ホスト名が www.vikipedio.org から eo.wikipedia.org になる。

2003年
- 3月11日 : Ĝangaloがウィキペディアを紹介する。
- 12月5日 : 記事数が10,000項目に到達する。

2004年
- 12月23日 : ウィキペディアのソフトウェアのバージョンが1.4に移行するが、エラーなどにより約1か月間編集しづらい状況が続き、投稿が著しく減少する。

2005年
- 1月22日 : 記事数が20,000項目に到達する。記念記事はVercors。
- 6月11日 : 記事数が25,000項目に到達する。記念記事はInkaa imperio（インカ帝国）。
- 11月27日 : 記事数が30,000項目に到達する。記念記事をGranda Zimbabvo（グレート・ジンバブエ遺跡）とProjekto Apollo（アポロ計画）から投票で決めようとしたが決着が着かず、2つとも記念記事になった。

2006年
- 2月5日 : 記事数が40,000項目に到達する。
- 3月 : 家族名全文字大文字化に関する投票が行われる。28日に「記事名では大文字化しないが、記事の最初では大文字化する。」ということで決着が着いた。
- 7月7日 : 記事数が50,000項目に到達する。記念記事はViktoria_Akvofalo（ヴィクトリア滝）。
- 10月21日 : 記事数が60,000項目に到達する。記念記事はHistorio de kristanismo（キリスト教の歴史）。

2008年
- 6月15日 : 記事数が100,000項目に達する。記念記事はeo:Monfalsado（通貨偽造）。

2011年
- 8月7日 : 記事数が150,000項目に達する。記念記事はeo:Contenda（ブラジルの自治体）。

2014年
- 8月13日 : 記事数が200,000項目に達する。記念記事はeo:(12731)_1991_RW12（小惑星）。

2018年
- 9月18日 : 記事数が250,000項目に達する。記念記事はeo:Livaie（フランスの自治体）。

2021年
- 7月18日 : 記事数が300,000項目に達する。記念記事はeo:Auppegard（フランスの自治体）。